# Municipio de Kenansville
El municipio de Kenansville (en inglés: Kenansville Township) es un municipio ubicado en el  condado de Duplin en el estado estadounidense de Carolina del Norte. En el año 2010 tenía una población de 5.565 habitantes.

## Geografía
El municipio de Kenansville se encuentra ubicado en las coordenadas 34°57′25.34″N 77°57′12.98″O / 34.9570389, -77.9536056.